# Далхёйсен, Майк
Майк Далхёйсен  (нидерл. Mike Dalhuisen; 24 января 1989, Неймеген, Нидерланды) — нидерландский профессиональный хоккеист, защитник. Игрок сборной Нидерландов по хоккею с шайбой.

## Карьера
Родился в Неймегене 24 января 1989 года. С 2003 по 2013 год выступал за различные молодёжные клубы Северной Америки в молодёжных и студенческих лигах. В сезоне 2013/14 сыграл 4 матча в Американской хоккейной лиге за команду «Бриджпорт Саунд Тайгерс». Также выступал в хоккейной лиге Восточного Побережья за «Цинциннати Сайклонс» и «Стоктон Тандер». В сезоне 2014/15 провёл 8 матчей в АХЛ за «Техас Старз». Большую часть сезона провел в лиге восточного Побережья в команде «Айдахо Стилхэдз».
В сезоне 2015/16 выступал в Датской хоккейной лиге за команду «Эсбьерг Энерджи». В её составе стал чемпионом Дании. В 2016 году стал игроком клуба Высшей хоккейной лиги «Торпедо» Усть-Каменогорск.
Выступал за юниорскую и молодёжную сборную Нидерландов на первенствах мира. В 2010 году дебютировал в первом дивизионе чемпионата мира по хоккею с шайбой за основную команду. В 2016 году сыграл 3 матча в квалификационном раунде к Олимпийским играм 2018 года, забросил 3 шайбы и отдал 6 голевых передач.